# Oriol Servià
Oriol Servià i Imbers (Pals, Gerona, España; 13 de julio de 1974) es un expiloto de automovilismo español, es conocido mayormente por haber desarrollado casi toda su carrera deportiva en Estados Unidos, participando en la CART/Champ Car desde 2000 hasta 2007, y la IndyCar Series desde 2008 hasta 2014, resultando cuarto en 2011 con tres podios. Compitió en doce ediciones de las 500 Millas de Indianapolis, donde resultó cuarto en 2012. Logró un hito para el automovilismo español, resultó campeón de la Indy Lights en 1999, y con su victoria en Montreal de 2005, que junto un total de 19 podios le valieron para ser subcampeón de la Champ Car.

## Trayectoria deportiva

### Inicios
Servià inició su carrera en el karting español en 1988. En 1992 debutó en la competición oficial, participando en algunas carreras del Campeonato de España de Turismos y del campeonato catalán, con un Alfa Romeo del Jolly Club. En 1993 se pasó a los monoplazas, emigrando a Francia con la Fórmula Renault Elf Campus. Aquel mismo año fue subcampeón de dicho campeonato, lo cual le permitió acceder al programa de promoción de pilotos de La Filiére, patrocinado por Elf. Compitió dos años en la Fórmula Renault Francesa y dos más en la Fórmula 3 Francesa, consiguiendo como resultado más destacable un cuarto puesto en 1996 en la clasificación general de la Fórmula 3. En 1997 también corrió en la Copa Renault Spider en algunas ocasiones.

### Inicios en América
En 1998, aconsejado por Fermín Vélez y viendo las pocas oportunidades de progresar en Europa, Servià decidió emigrar a los Estados Unidos. Allí fichó por el equipo Dorricott Racing para competir en el campeonato Indy Lights, con el apoyo de Elf, un grupo de empresas que se agruparon bajo el nombre de Catalonia y de la FEA.
En su primera temporada, Servià acabó seis veces entre los diez primeros clasificados, finalizando séptimo en la clasificación general y siendo nombrado Debutante del Año. El siguiente año, conseguiría el campeonato Indy Lights, si bien no pudo ganar ninguna carrera. Pero gracias a cinco segundo puestos, tres pole positions y su regularidad, batió a su compañero de equipo Casey Mears.

### El sueño americano: salto a la CART

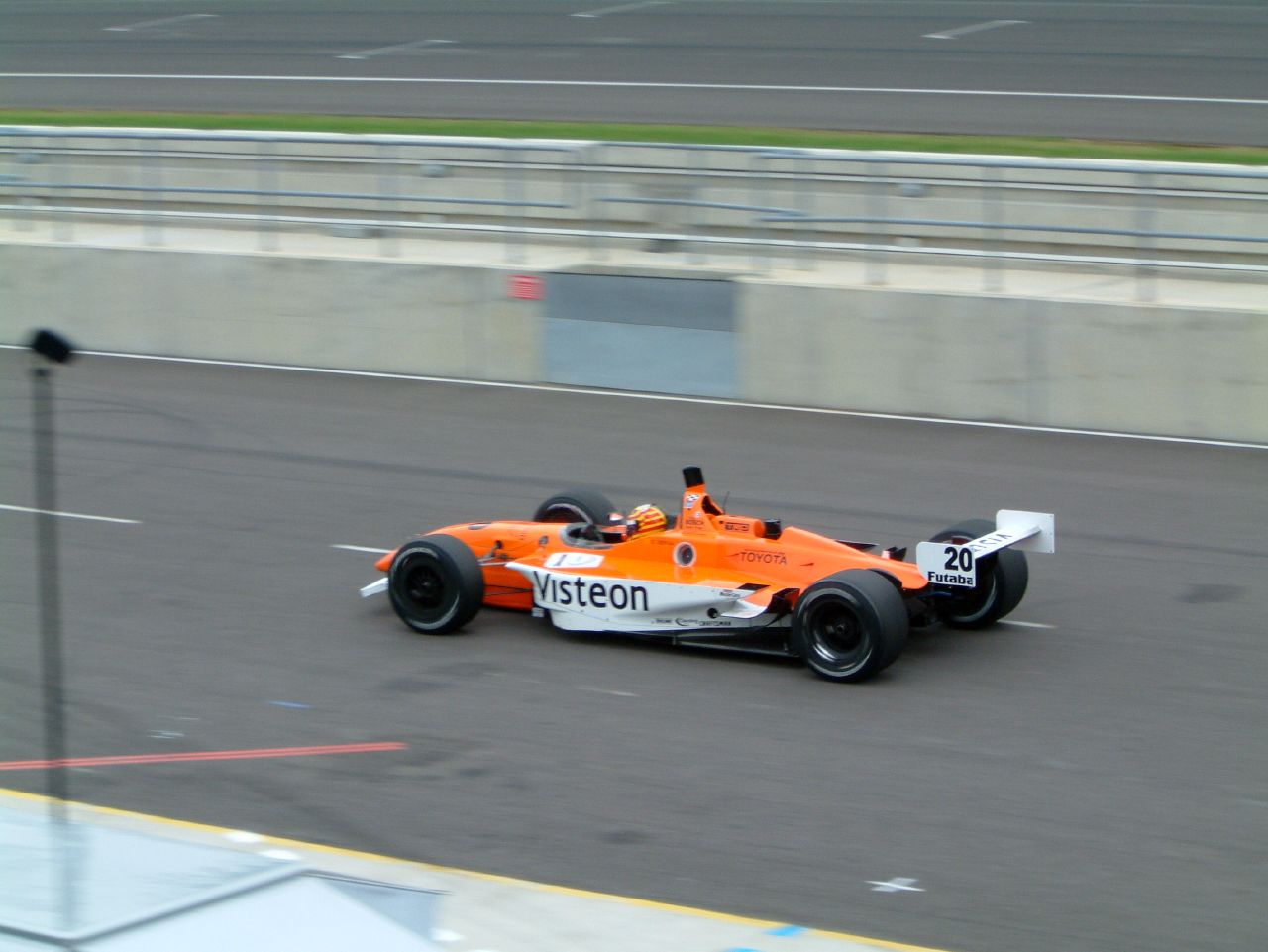
Oriol Servià en Rockingham. (2002)

Este éxito facilitó que los propietarios de equipos del campeonato CART se fijaran en él. El equipo PacWest Racing le ofreció una prueba a mediados de 1999 y finalmente Servià firmó por PPI Motorsports para 2000, contando con el patrocinio de Telefónica en su Reynard-Toyota. A pesar de ser su debut, Servià impresionó por su consistencia. A pesar de quedar decimoquinto en el campeonato, fue segundo en el trofeo Jim Trueman para los rookies del año tras Kenny Bräck. Consiguió además su primer podio al ser tercero en Detroit y puntuó en once carreras de las veinte de que constaba el campeonato.
De todos modos, el adiós de Telefónica como patrocinador propició que el equipo PPI Motorsports se centrara en el campeonato NASCAR, dejando al piloto catalán sin asiento hasta que en febrero de 2001 Servià firmó por Sigma Autosport, un equipo debutante. Con sólo el apoyo de Catalonia, el equipo progresó lo suficiente para que Servià obtuviera dos quintos puestos con un Lola-Ford. Esa temporada Servià fue décimo noveno en el campeonato con 42 puntos.
Habiendo demostrado fiabilidad y una habilidad para llevar a los coches hasta el final de la carrera, el equip PacWest lo fichó para la temporada 2002 al lado del neozelandés Scott Dixon al volante de dos Lola-Toyota. Desafortunadamente, el equipo había perdido los patrocinadores de la temporada anterior y tan sólo pudo competir en tres carrera antes de cerrar. Dixon fue acogido en el Chip Ganassi Racing gracias a los yenes de Toyota, mientras que Servià se quedaba sin equipo. Servià aprovechó para intentar clasificarse para las famosas 500 Millas de Indianápolis del campeonato rival IndyCar Series, pero un fallo mecánico se lo impidió. De todos modos, el equipo Patrick Racing lo rescató para el campeonato CART al decidir que su piloto Townsend Bell había tenido demasiados incidentes con su Reynard-Toyota. Servià acabó el año con un cuarto puesto como mejor resultado, siendo 16º en la clasificación general y ganándose la renovación del contrato con Patrick Racing.

### Sus mejores resultados: época Champ Car

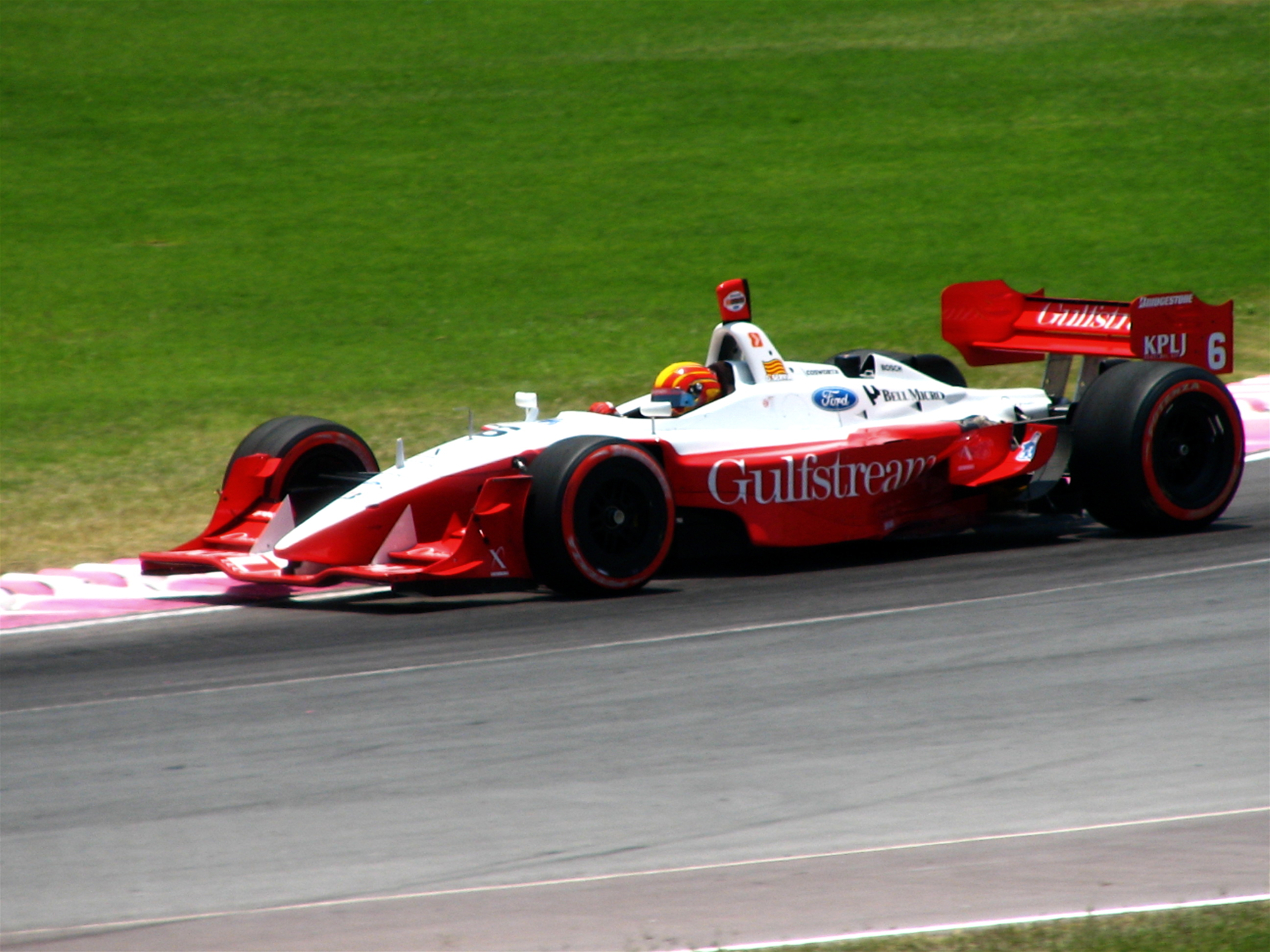
Pilotando con un Champ Car tras ser subcampeón. (2006)

En 2003, el campeonato CART pasó a llamarse Champ Car World Series, y Servià obtuvo buenos resultados, acabando segundo en Montreal y en Milwaukee y liderando 37 vueltas durante todo el año, al volante de un Lola-Ford. Fue séptimo en el campeonato con 108 puntos, pero el propietario de Patrick Racing viendo la huida del patrocinador decidió retirarse, con lo cual el equipo se disolvió y Servià se vio otra vez sin asiento.
Finalmente Servià firmó por Dale Coyne Racing casi en la última semana antes de la primera fecha de 2004, y lideró el equipo hacia su mejor temporada en sus 19 años de historia, haciendo el primer podio del equipo desde 1996 y terminando 8 veces entre los diez primeros, hecho que le colocó décimo en el campeonato con 199 puntos en su Lola-Ford.
En 2005, Servià inicialmente continuó en Dale Coyne Racing haciendo las dos primeras carreras con ellos, pero en las 500 Millas de Indianápolis Bruno Junqueira se fracturó dos vértebras, no pudiendo correr en el resto de la temporada. Servià llamó al equipo de Junqueira, el Newman/Haas Racing y estos le ofrecieron el asiento del piloto brasileño. Servià respondió a la confianza del actor Paul Newman y de Carl Haas consiguiendo su primera pole y su primera victoria en el Champ Car World Series. Consiguiendo 7 podios más, Servià acabó el año segundo tras su compañero de equipo, el francés Sébastien Bourdais.
Newman/Haas intentó poner un tercer Lola-Ford para Servià al lado de Bourdais y Junqueira para 2006, pero la falta de patrocinio propició que Servià fichara por PKV Racing, donde en 2006 tuvo como compañera de equipo a la británica Katherine Legge. Ese año sumó un único podio y finalizó 11º en el campeonato.
Servià comenzó 2007 sin butaca. En la segunda y tercera fecha, fue suplente de Paul Tracy en el Forsythe Racing cuando el canadiense estuvo lesionado. Desde la cuarta fecha, Servià continuó en el equipo en el lugar de Mario Domínguez. No obstante, volvió a PKV en las dos fechas finales. Sumó tres victorias sin podios, y quedó sexto en el certamen.

### El cambio obligado: la IndyCar

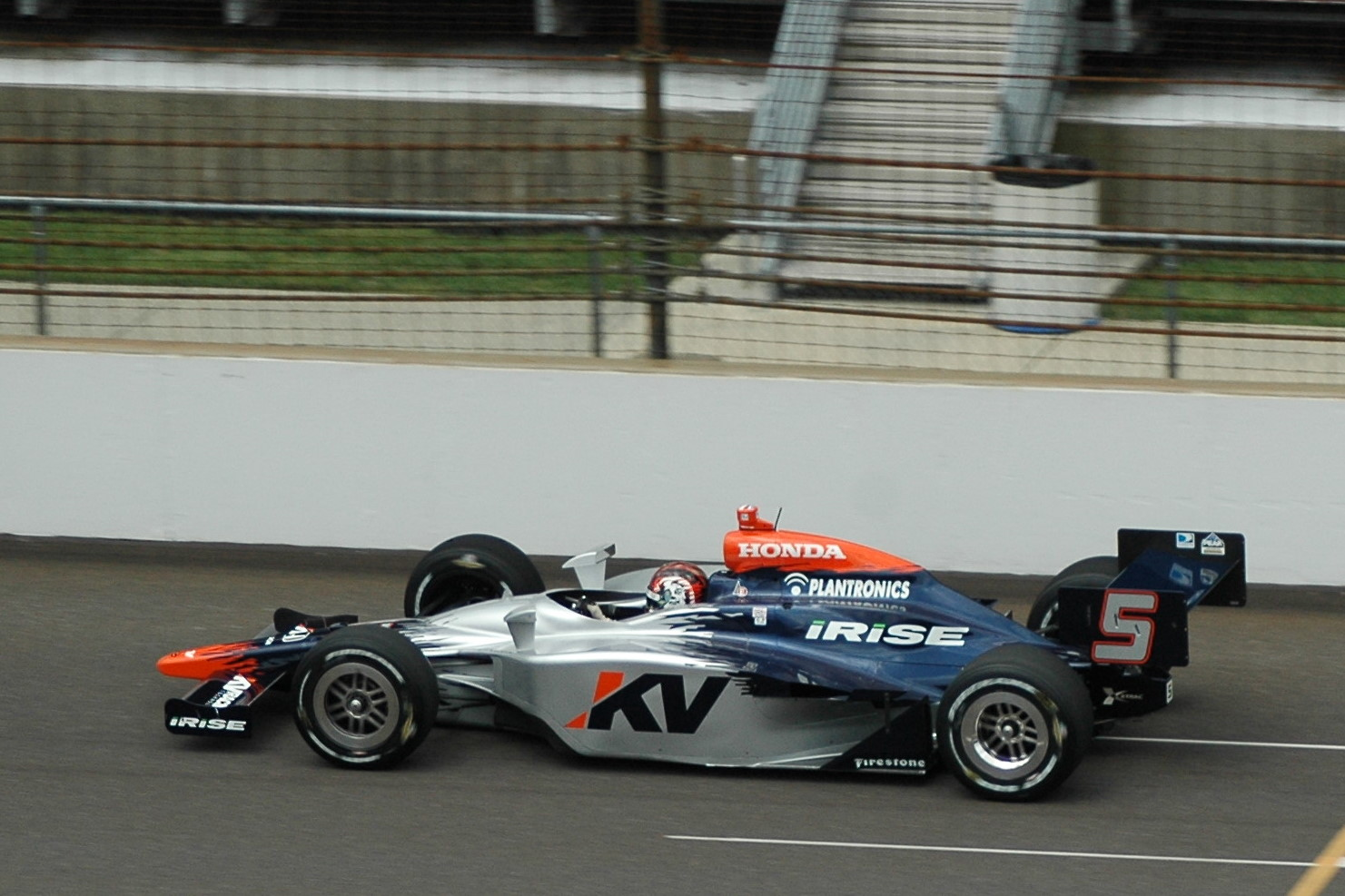
Oriol con el monoplaza del KV Racing. (2008)

El renombrado equipo KV había contratado a Servià como piloto para la temporada 2008 de la Champ Car. Sin embargo, la categoría dejó la actividad y el equipo se inscribió en la IndyCar Series, manteniendo al español en la estructura. Sumó un cuarto lugar y cinco quintos, entre ellos el de la despedida de los Panoz DP01 en Long Beach y en la fecha no puntuable de Surfers Paradise. De esta manera, quedó noveno en el campeonato como mejor representante de los ex Champ Car. 
Servià no permaneció en KV para 2009. Rahal lo contrató para correr las 500 Millas de Indianápolis, donde clasificó pero abandonó. Luego, Newman/Haas volvió a contratarlo para disputar cuatro fechas, sumando un cuarto, un sexto y un séptimo lugar. En 2010, el catalán no compitió en la IndyCar.
Newman/Haas por tercera vez convocó a Servià, esta vez para correr como titular en 2011. Sin lograr triunfos, el piloto catalán vivió su mejor temporada en la Indy, ya que aseguró la cuarta colocación en el torneo al sumar tres podios (en Milwaukee, New Hampshire y Baltimore), tres quintos, tres sextos y ningún abandono.
Ante el cierre del equipo Newman/Haas, Servià se unió a Dreyer & Reinbold para la temporada 2012. El motor Lotus se mostró muy poco competitivo, y cambió a Chevrolet para la quinta fecha en Indianápolis. Allí terminó cuarto, el mejor resultado de un español en la legendaria carrera, lo que volvería a lograr en el óvalo de Milwaukee. También llegó quinto en dos ocasiones y séptimo en una, pero alteró dichos resultados con varios abandonos y arribos en posiciones retrasadas. El español quedó 13º en el clasificador final.
En 2013 continuó en las filas de Dreyer & Reinbold, pero dicho equipo dejó de participar en el campeonato después de las 500 Millas de Indianápolis. Sin embargo, luego pudo competir en algunas pruebas de lo que quedaba de la temporada con Panther Racing, gracias a los compromisos de Ryan Briscoe en otras categorías. Consiguió un cuarto lugar, un sexto y dos séptimos, quedando así 22º en el campeonato con 12 carreras disputadas en 19.
Para la temporada 2014 compitió en cuatro carreras con Rahal Letterman Lanigan Racing. Fue séptimo en Long Beach, 20º en Barber, 12º en el Gran Premio de Indianápolis y 11º en las 500 Millas de Indianápolis.

### Fórmula E

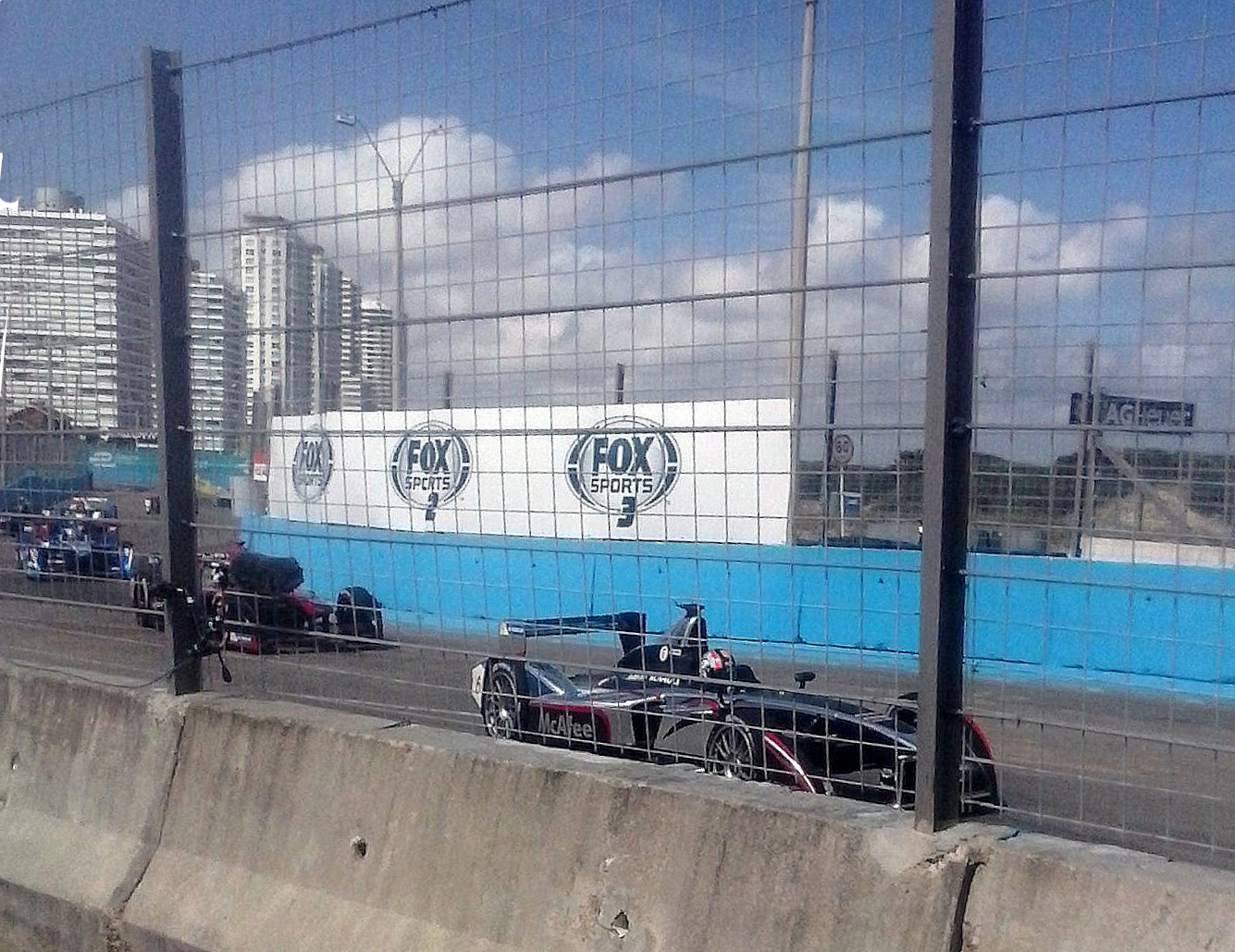
Servià en el ePrix de Punta del Este del 2014, fecha válida por la Fórmula E.

En septiembre de 2014 se hizo oficial su fichaje por la escudería Dragon Racing para participar en la temporada inaugural 2014-15 del nuevo campeonato mundial de Fórmula E organizado por la Federación Internacional del Automóvil (FIA). Tras dos séptimas y dos novenas plazas, fue sustituido por Loïc Duval a partir de la quinta ronda del campeonato y pasó a ser director técnico y comercial de la escudería en marzo de 2015, para dirigirlos durante la segunda temporada de la competición.

### Piloto reserva y esporádico
Servia empezó en la temporada 2015, una serie de apariciones esporádicas en la Indy durante ese y los siguientes años. Compitió en dos carreras; una en las 500 Millas de Indianápolis en un segundo auto de Rahal Letterman Lanigan, y en la fecha final de Sonoma en un cuarto auto de Andretti, reemplazando a Justin Wilson, quien había fallecido en la fecha anterior en Pocono. En las dos carreras, el español tuvo como resultados un abandono y un 12º, respectivamente. En 2016, corrió en la fecha de San Petersburgo de IndyCar con el equipo Penske, reemplazando a Will Power quien se lesionó en un choque en prácticas, donde acabó 18º. Luego disputó la 500 Millas de Indianápolis con Schmidt, resultando 12º.
El piloto regresó a Rahal para disputar las 500 Millas de Indianápolis de 2017, donde abandonó debido a un choque, y las dos carreras de Detroit, donde llegó a meta en posiciones retrasadas. En 2018 fue piloto del coche de seguridad en la en varias pruebas y corrió en las 500 Millas de Indianápolis con Scuderia Corsa / Rahal, finalizando 17º. Repitió en 2019 participó con Stange / Schmidt, donde acabó 22º, siendo ésta su última aparición con los Dallara hasta la fecha.

## Vida personal y familiar
La tradición automovilística le vino desde muy pequeño. Su padre, Salvador Servià fue campeón de España de rallys en los años 1985 y 1986, aunque había comenzado a competir en 1968. Este hecho, y que su mujer Montse fuese su copiloto habitual, propiciaron que la primera carrera de Oriol fuese dentro del vientre de su madre, concretamente en el Rally 2000 Viratges de 1973. Además, el tío de Oriol Josep Maria Servià, también es un destacado corredor de raids, y su hijo Joan Servià es ingeniero de competición.
Oriol Servià vive en Miami y es uno de los pocos pilotos profesionales de monoplazas que tiene una carrera universitaria, siendo graduado por la Universidad Politécnica de Cataluña en ingeniería mecánica. Estuvo a punto de ser piloto probador del equipo Prost de Fórmula 1, cuyo monoplaza condujo durante dos jornadas en el Circuito de Cataluña. Siempre ha llevado los colores de la Bandera de Cataluña en el casco y una de sus pasiones es el motocross.

## Resumen de trayectoria
| Temporada | Series                           | Escudería                                           | Carreras | Victorias | Poles | VR | Podios | Puntos | Pos. |
| --------- | -------------------------------- | --------------------------------------------------- | -------- | --------- | ----- | -- | ------ | ------ | ---- |
| 1992      | Campeonato de España de Turismos | Jolly Club Alfa Romeo                               | ?        | 0         | ?     | ?  | ?      | ?      | ?    |
| 1993      | Fórmula Renault Campus Elf       | ?                                                   | ?        | 2         | ?     | ?  | ?      | ?      | 2.º  |
| 1994      | Fórmula Renault Francesa         | La Filière                                          | 12       | 0         | 0     | 0  | 0      | 28     | 11.º |
| 1994      | Eurocopa de Fórmula Renault      | Racing For Spain                                    | ?        | ?         | ?     | ?  | ?      | ?      | ?    |
| 1995      | Fórmula Renault Francesa         | Elf La Filière                                      | 14       | 0         | 0     | 0  | 3      | 61     | 6.º  |
| 1996      | Fórmula 3 Francesa               | Winfield Racing School                              | 14       | 0         | 0     | 0  | 3      | 72     | 5.º  |
| 1997      | Renault Spider Europa            | ?                                                   | ?        | 0         | 0     | 1  | 2      | 59     | 8.º  |
| 1997      | Fórmula 3 Francesa               | La Filière                                          | 17       | 1         | 0     | 1  | 3      | 62     | 8.º  |
| 1997      | Fórmula 3 Británica              | La Filière                                          | 1        | 0         | 0     | 0  | 0      | 8      | 19.º |
| 1997      | Gran Premio de Macao             | La Filière                                          |          |           |       |    |        |        | 6.º  |
| 1997      | Masters de Fórmula 3             | La Filière                                          |          |           |       |    |        |        | 17.º |
| 1998      | Indy Lights                      | Dorricott Racing                                    | 14       | 0         | 0     | 0  | 2      | 73     | 7.º  |
| 1999      | Indy Lights                      | Dorricott Racing                                    | 12       | 0         | 3     | 0  | 5      | 130    | 1.º  |
| 2000      | CART                             | PPI Motorsports                                     | 18       | 0         | 0     | 0  | 1      | 60     | 15.º |
| 2001      | CART                             | Sigma Autosport                                     | 20       | 0         | 0     | 0  | 0      | 42     | 19.º |
| 2002      | CART                             | PWR Racing /Patrick Racing                          | 13       | 0         | 0     | 1  | 0      | 44     | 16.º |
| 2002      | Indy Racing League               | Walker Racing                                       | 1        | 0         | 0     | 0  | 0      | 0      | NC   |
| 2003      | Champ Car                        | Patrick Racing                                      | 18       | 0         | 0     | 0  | 3      | 108    | 7.º  |
| 2004      | Champ Car                        | Dale Coyne Racing                                   | 14       | 0         | 0     | 0  | 1      | 199    | 10.º |
| 2005      | Champ Car                        | Dale Coyne Racing / Newman/Haas Racing              | 13       | 1         | 1     | 0  | 7      | 288    | 2.º  |
| 2006      | Champ Car                        | PKV Racing                                          | 14       | 0         | 0     | 0  | 1      | 197    | 11.º |
| 2006      | Rolex Sports Car Series          | Doran Racing                                        | 1        | 0         | 0     | 0  | 0      | 23     | 91.º |
| 2007      | Champ Car                        | Forsythe Racing / PKV Racing                        | 13       | 0         | 0     | 0  | 3      | 237    | 6.º  |
| 2007      | Rolex Sports Car Series          | Doran Racing                                        | 1        | 0         | 0     | 0  | 0      | 24     | 61.º |
| 2008      | IndyCar Series                   | KV Racing Technology                                | 16       | 0         | 0     | 0  | 0      | 358    | 9.º  |
| 2009      | IndyCar Series                   | Rahal Letterman Lanigan Racing / Newman/Haas Racing | 5        | 0         | 0     | 0  | 0      | 115    | 21.º |
| 2011      | IndyCar Series                   | Newman/Haas Racing                                  | 17       | 0         | 0     | 0  | 3      | 425    | 4.º  |
| 2011      | 12 Horas de Sebring              | Jaguar RSR                                          |          |           |       |    |        |        | NF   |
| 2012      | IndyCar Series                   | Dreyer & Reinbold Racing                            | 15       | 0         | 0     | 1  | 0      | 287    | 13.º |
| 2013      | IndyCar Series                   | Panther Racing/Dreyer & Reinbold Racing             | 12       | 0         | 0     | 0  | 0      | 233    | 22.º |
| 2014      | IndyCar Series                   | Rahal Letterman Lanigan Racing                      | 4        | 0         | 0     | 0  | 0      | 88     | 24.º |
| 2014-15   | Fórmula E                        | Dragon Racing                                       | 4        | 0         | 0     | 0  | 0      | 16     | 19.º |
| 2015      | IndyCar Series                   | Rahal Letterman Lanigan Racing                      | 2        | 0         | 0     | 0  | 0      | 46     | 32.º |
| 2015      | IndyCar Series                   | Andretti Autosport                                  | 2        | 0         | 0     | 0  | 0      | 46     | 32.º |
| 2016      | IndyCar Series                   | Schmidt Peterson Motorsports                        | 2        | 0         | 0     | 0  | 0      | 72     | 24.º |
| 2016      | IndyCar Series                   | Team Penske                                         | 2        | 0         | 0     | 0  | 0      | 72     | 24.º |
| 2017      | IndyCar Series                   | Rahal Letterman Lanigan Racing                      | 3        | 0         | 0     | 0  | 0      | 61     | 27.º |
| 2018      | IndyCar Series                   | Rahal Letterman Lanigan Racing                      | 1        | 0         | 0     | 0  | 0      | 27     | 35.º |
| 2019      | IndyCar Series                   | Arrow Schmidt Peterson Motorsports                  | 1        | 0         | 0     | 0  | 0      | 16     | 34.º |
| Fuente:   |                                  |                                                     |          |           |       |    |        |        |      |

## Resultados

### IndyCar Series
(Clave) (negrita indica pole position) (cursiva indica vuelta rápida)

| Año  | Equipo                                                             | Chasis  | Motor     | 1      | 2      | 3        | 4       | 5        | 6       | 7       | 8      | 9      | 10     | 11     | 12     | 13     | 14     | 15     | 16     | 17      | 18     | 19     | Pos. | Puntos |
| ---- | ------------------------------------------------------------------ | ------- | --------- | ------ | ------ | -------- | ------- | -------- | ------- | ------- | ------ | ------ | ------ | ------ | ------ | ------ | ------ | ------ | ------ | ------- | ------ | ------ | ---- | ------ |
| 2002 | Walker Racing                                                      | Dallara | Chevrolet | HMS    | PHX    | FON      | NZR     | INDY DNQ | TXS     | PPIR    | RIR    | KAN    | NSH    | MIS    | KTY    | STL    | CHI    | TX2    |        |         |        |        | NC   | 0      |
| 2008 | KV Racing Technology                                               | Dallara | Honda     | HMS 12 | STP 7  | MOT1 DNP |         | KAN 11   | INDY 11 | MIL 6   | TXS 26 | IOW 16 | RIR 5  | WGL 23 | NSH 16 | MDO 5  | EDM 5  | KTY 12 | SNM 15 | DET 4   | CHI 17 | SRF2 5 | 9º   | 358    |
| 2008 | KV Racing Technology                                               | Panoz   | Cosworth  |        |        |          | LBH1 5  |          |         |         |        |        |        |        |        |        |        |        |        |         |        |        | 9º   | 358    |
| 2009 | Rahal Letterman Racing                                             | Dallara | Honda     | STP    | LBH    | KAN      | INDY 26 | MIL      | TXS     | IOW     | RIR    | WGL    | TOR    | EDM    | KTY    |        |        |        |        |         |        |        | 21º  | 115    |
| 2009 | Newman/Haas/Lanigan Racing                                         | Dallara | Honda     |        |        |          |         |          |         |         |        |        |        |        |        | MDO 11 | SNM 6  | CHI 7  | MOT 4  | HMS     |        |        | 21º  | 115    |
| 2011 | Newman/Haas Racing                                                 | Dallara | Honda     | STP 9  | ALA 5  | LBH 6    | SAO 5   | INDY 6   | TXS1 21 | TXS2 25 | MIL 3  | IOW 14 | TOR 12 | EDM 22 | MDO 8  | NHM 2  | SNM 11 | BAL 2  | MOT 5  | KTY 6   | LVS C  |        | 4º   | 425    |
| 2012 | Dreyer & Reinbold Racing                                           | Dallara | Lotus     | STP 16 | ALA 13 | LBH 16   | SAO 11  |          |         |         |        |        |        |        |        |        |        |        |        |         |        |        | 13º  | 287    |
| 2012 | Panther/Dreyer & Reinbold Racing                                   | Dallara | Chevrolet |        |        |          |         | INDY 4   | DET 5   | TXS 20  | MIL 4  | IOW 21 | TOR 5  | EDM 24 | MDO 25 | SNM 19 | BAL 7  | FON 19 |        |         |        |        | 13º  | 287    |
| 2013 | Panther/Dreyer & Reinbold Racing                                   | Dallara | Chevrolet | STP 17 | ALA 15 | LBH 6    | SAO 4   | INDY 11  | DET     | DET     |        | MIL    | IOW 7  | POC    | TOR    | TOR    | MDO 14 | SNM    | BAL 12 | HOU1 19 | HOU2 7 | FON 19 | 22º  | 233    |
| 2013 | Panther Racing                                                     | Dallara | Chevrolet |        |        |          |         |          |         |         | TXS 19 |        |        |        |        |        |        |        |        |         |        |        | 22º  | 233    |
| 2014 | Rahal Letterman Lanigan Racing                                     | Dallara | Honda     | STP    | LBH 7  | ALA 20   | IMS 12  | INDY 11  | DET     | DET     | TXS    | HOU    | HOU    | POC    | IOW    | TOR    | TOR    | MDO    | MIL    | SNM     | FON    |        | 24º  | 88     |
| 2015 | Andretti Autosport                                                 | Dallara | Honda     | STP    | LOU    | LBH      | ALA     | IMS      | INDY 29 | DET     | DET    | TXS    | TOR    | FON    | MIL    | IOW    | MDO    | POC    | SNM 12 |         |        |        | 32º  | 46     |
| 2016 | Team Penske                                                        | Dallara | Chevrolet | STP 18 | PHO    | LBH      | ALA     | IMS      |         |         |        |        |        |        |        |        |        |        |        |         |        |        | 24º  | 72     |
| 2016 | Schmidt Peterson Motorsports                                       | Dallara | Honda     |        |        |          |         |          | INDY 12 | DET     | DET    | TXS    | ROA    | IOW    | TOR    | MDO    | POC    | WGL    | SNM    |         |        |        | 24º  | 72     |
| 2017 | Rahal Letterman Lanigan Racing                                     | Dallara | Honda     | STP    | LBH    | ALA      | PHO     | IMS      | INDY 21 | DET 20  | DET 19 | TXS    | ROA    | IOW    | TOR    | MDO    | POC    | GAT    | WGL    | SNM     |        |        | 27º  | 61     |
| 2018 | Scuderia Corsa w/ Rahal Letterman Lanigan Racing                   | Dallara | Honda     | STP    | PHO    | LBH      | ALA     | IMS      | INDY 17 | DET     | DET    | TXS    | ROA    | IOW    | TOR    | MDO    | POC    | GAT    | POR    | SNM     |        |        | 35º  | 27     |
| 2019 | MotoGator Team Stange Racing w/ Arrow Schmidt Peterson Motorsports | Dallara | Honda     | STP    | COA    | ALA      | LBH     | IMS      | INDY 22 | DET     | DET    | TXS    | ROA    | TOR    | IOW    | MDO    | POC    | GAT    | POR    | MON     |        |        | 34º  | 16     |

### FIA Fórmula E
(Clave) (negrita indica pole position) (cursiva indica vuelta rápida)

| Año     | Equipo        | 1     | 2     | 3     | 4     | 5   | 6   | 7   | 8   | 9   | 10  | 11  | Pos. | Puntos |
| ------- | ------------- | ----- | ----- | ----- | ----- | --- | --- | --- | --- | --- | --- | --- | ---- | ------ |
| 2014-15 | Dragon Racing | PEK 7 | PUT 7 | PDE 9 | BNA 9 | MIA | LBH | MON | BER | MOS | LON | LON | 20.º | 15     |